# 阿湖水库
阿湖水库是中国江苏省徐州市新沂市境内的一座水库，位于淋头河上，建于1959年。水库正常库容为385万立方米，集雨面积为194平方千米，海拔为25米。